# Pina de Ebro
Pina de Ebro – gmina w Hiszpanii, w prowincji Saragossa, w Aragonii, o powierzchni 309,17 km². W 2011 roku gmina liczyła 2635 mieszkańców.